# Soleil trompeur
Série Soleil trompeur
Soleil trompeur 2
(2010)
Pour plus de détails, voir Fiche technique et Distribution.
Soleil trompeur (Утомлённые солнцем, Outomlionnyïé solntsem, littéralement « Épuisés par le soleil ») est un film du réalisateur et acteur russe Nikita Mikhalkov, sorti en salles en 1994. Le scénario de cette coproduction russo-française a été écrit par l'écrivain azéri Roustam Ibraguimbekov, en collaboration avec le réalisateur.
L'action du film est située en Union soviétique, dans les années 1930, quand la dictature stalinienne intervient tragiquement dans la vie de beaucoup de gens, comme dans celle du commandant de division Sergueï Kotov, rôle interprété par le réalisateur lui-même. Un personnage important du film est la fillette de Kotov, jouée par la fille de six ans de Mikhalkov.
Le film a connu un succès international, étant récompensé, entre autres, par le Grand Prix du jury au festival de Cannes de 1994 et l'Oscar du meilleur film en langue étrangère en 1995.
Respectivement sortis en 2010 et 2011, Soleil trompeur 2 et Soleil trompeur 3 content la suite des événements narrés dans ce premier opus.

## Synopsis
Le film peut être divisé en plusieurs parties.

### Prologue
Moscou, 1936, le voisinage du Kremlin. Un homme soigné d'une trentaine d’années rentre au petit jour à son domicile. Il est accueilli par un vieillard qui lui parle en français. L’homme lui dit de parler russe. Le vieillard lui réplique que son père l’a engagé jadis pour qu’il lui parle seulement en français. L’homme corrige tout le temps les fautes de russe que l’autre fait. Il lui dit aussi d’allumer la radio, qui diffuse un discours de louanges à l’adresse de Staline.
L'homme se lave le visage dans la salle de bain. À un moment, le téléphone sonne mais il ne décroche pas. Son regard tombe pour un moment sur un rasoir. Le vieux domestique lit à haute voix un article de journal sur l’apparition d’une foudre en boule dans la région de Moscou, dont on écrit qu’il provient de forces ennemies. Pendant ce temps, dans une autre pièce, l’homme retire des cartouches d’un revolver, en continuant de corriger les fautes du vieillard. Il laisse une seule cartouche dans le barillet, le fait tourner, puis il porte de revolver à sa tempe et, après une brève hésitation, il appuie sur la gâchette. Il a de la chance à la roulette russe. Ensuite il passe un coup de téléphone en disant seulement qu’il est d’accord.

### Générique
Sur le fond du générique, dans un parc couvert de neige, un homme en capote et casquette militaires et une femme dansent le tango sur la chanson Утомлённое солнце (Outomlionnoïé solntsé) (littéralement « Soleil épuisé ») chantée par un chanteur accompagné de trois musiciens. Une fillette est assise sur un banc en fredonnant la même chanson.

### 1repartie(matin)
C'est l’été. À la campagne, le commandant de division Sergueï Kotov, d’une cinquantaine d’années, passe une journée avec sa famille dans une vieille datcha. Le matin, il se détend avec sa femme, Maroussia, d’une trentaine d’années, et leur fillette Nadia, dans leur bania. La scène pleine de tendresse est interrompue par un paysan qui vient le solliciter de manière pressante pour empêcher des chars d’assaut de détruire un champ de blé du kolkhoze lors d’exercices militaires. Kotov y va et, dans une scène pleine d’humour, il est reconnu par le commandant de la sous-unité, il contacte par radio le supérieur de celui-ci qui le connaît également, et il obtient immédiatement que les chars se retirent, grâce à son prestige de révolutionnaire célèbre.
Il retourne ensuite à la maison familiale, où sont présents plusieurs membres de la famille de Maroussia et des amis, dont on peut déduire qu'ils sont des intellectuels d’avant la Révolution russe de 1917. La matinée se déroule dans une agitation bon enfant ; tous les habitants de la maison sont insouciants et joyeux. La scène évoque Anton Tchekhov. Seul l’oncle de Maroussia, professeur d’université, constamment plongé dans la Pravda, fait part du lancement d’un nouveau procès politique… Mais personne ne prend garde à ce qu’il dit. C’est aussi un jour de fête. On célèbre le sixième anniversaire du début de la construction de dirigeables et d’avions en URSS. À cette occasion, devant la maison et Nadia qui se tient au portail, une colonne de pionniers passe avec une fanfare, et parmi eux un homme à l’aspect de vieillard, barbu, boiteux et aveugle, qui s’arrête devant la maison.
Nadia invite l'individu à entrer. Il provoque l’étonnement des gens de la maison par son comportement bizarre, puis s’assied au piano. Il joue et chante le fragment commençant par Ridi, pagliaccio de l’opéra Pagliacci de Ruggiero Leoncavallo, en enlevant les objets dont il est déguisé. C’est l’homme du prologue, reconnu avec joie comme étant Mitia (Dmitri), qu’ils n’ont pas vu depuis 1928. Maroussia le présente à son mari, mais ils se connaissent. On lui demande s’il est marié et s’il a des enfants. Il répond que oui et qu’il en a trois. Maroussia est troublée. Elle fait couler de l’eau du samovar en la laissant longuement déborder du verre. Sur son antébras on voit les traces d’un essai de suicide par coupure des veines. Tous se rassemblent à table dans un silence tendu.
Kotov va à la rivière. Plus tard, les autres y vont aussi. Kotov se déchausse. Près de son pied il y a une bouteille cassée, avec des pointes coupantes orientées vers le haut. Mitia la voit mais n'en avertit pas Kotov. À un moment, Kotov s’éloigne. Maroussia dit à Nadia de ne pas embêter Mitia avec des questions. Celle-ci, offensée, rejoint son père et se plaint à lui. Kotov lui dit que Maroussia et Mitia sont de vieux amis et qu’ils veulent causer ensemble. Kotov et Nadia prennent une barque et se laissent porter par la rivière. Entre eux il y a une scène pleine de tendresse.
Maroussia et Mitia restent seuls. Il lui demande pourquoi elle ne lui demande rien. Il la questionne au sujet de sa cicatrice aussi mais aucun dialogue ne débute. Mitia se jette habillé dans la rivière et n'émerge qu’à un endroit où on ne peut pas le voir. Maroussia s’inquiète, l’appelle et le cherche en nageant. Mitia l’attrape par un pied sous l’eau, puis ils sortent sur la rive boisée. Mitia lui rappelle un de leurs rendez-vous au même endroit, et la nuit qu’ils ont passé ensemble ensuite. Il lui reproche de l’avoir effacé de sa vie.
Dans le cadre des célébrations du jour, une équipe fait un exercice de sécurité civile avec simulation d'attaque à l’arme chimique. Elle implique les gens venus se détendre au bord de la rivière, en leur mettant des masques à gaz et en emportant certains sur des brancards. Maroussia sort de l’eau et se présente pour un rôle de victime, et Mitia de même. Quand Kotov et la fillette reviennent, ils ne trouvent plus sur la rive que les affaires laissées par les autres. Ils retournent à la maison au rythme précipité imposé par Kotov et trouvent les autres qui s’amusent. Mitia et Maroussia jouent du piano à quatre mains, masque à gaz sur la figure, et se rappellent comment le père de Maroussia, professeur de piano, faisait jadis exercer Mitia. Toute la famille danse un cancan endiablé en jacassant en français, sauf Kotov, qui se met seul à table pour déjeuner, puis les autres aussi s’y mettent. Après déjeuner, l’atmosphère est nostalgique. La grand-mère de Maroussia chante un air d’opéra, ensuite son oncle parle du bon vieux temps.
Mitia commence à narrer sa vie sous la forme d'un conte adressé à Nadia. Il en ressort qu’il était un garçon qui chantait et jouait de divers instruments et aimait la poésie. Sa famille était l’amie de celle de Maroussia. Le père de celui-ci lui enseignait la musique. Il a été heureux jusqu’au début de la Première guerre mondiale. Il a combattu sur le front, puis il a eu une vie difficile à l’étranger pendant dix ans. Quand il est revenu, ses parents étaient morts et il a été reçu par la famille de Maroussia. Il a eu une liaison avec elle, interrompue par Kotov. Celui-ci travaillait dans le Guépéou, le service d’espionnage et contre-espionnage soviétique des années 1920 et connaissait le passé anti-soviétique de Mitia. Il l’a recruté par le chantage et l’a envoyé en mission à Paris. Pour Maroussia, Mitia a disparu et, quelque temps après, elle a épousé Kotov. Pendant que Mitia raconte, dehors il y a une foudre en boule qui circule. Mitia interrompt sa narration et se met à siffler Soleil épuisé, en s’accompagnant de la guitare. La fillette aussi fredonne la chanson. La famille écoute en silence Mitia et la main de Maroussia tenant la tasse à café tremble.
Maroussia sort de la salle à manger et court à l'étage. Kotov la suit en courant. Pendant un moment, Maroussia manifeste de la haine envers Kotov et menace de se jeter par la fenêtre s’il s’approche, mais Kotov réussit à la calmer et ils s’enlacent. On voit qu’ils s’aiment. À ce moment-là, la foudre en boule allume un feu dans le bois, avec un bruit d’explosion.

### 2epartie(après-midi)
Tous se retirent de la salle à manger, sauf Mitia et Kirik, le fils de l'amie de la grand-mère de Maroussia. Mitia avoue à celui-ci qu’il n’est pas marié. Questionné sur ce qu’il fait dans la vie, il dit qu’il est dans le NKVD, puis il affirme que c’est une blague et qu’il est pianiste dans un restaurant. Il ajoute qu’il est rentré au pays il y a une demi-année mais qu’il n’est pas venu les voir, parce qu’il n’avait aucune raison de le faire.
Plus tard, à l'étage, Kotov et Maroussia font l’amour, pendant que Mitia et Nadia s’amusent au piano. À une question de Maroussia, Kotov confirme que c’est lui qui a envoyé Mitia à l’étranger. Celui-ci pouvait choisir et il a choisi. Kotov aussi aurait quitté sa famille s’il en avait reçu l’ordre, étant militaire, mais il serait parti par amour de sa patrie, alors que Mitia est parti par peur.
Plus tard, Mitia annonce à Kotov qu'en fait il est venu l’arrêter. La seule réaction de celui-ci est de lui dire calmement de se comporter comme si de rien n’était jusqu’au soir, quand la voiture du NKVD viendra les emmener.
Toute la famille joue au football dans une clairière, avec une joie débordante. À un moment, la balle s'envole relativement loin et Kotov va la récupérer. Mitia le suit, étonné de son calme. Kotov lui demande pourquoi il n’a pas raconté comment, à partir de 1923, il s’est infiltré à Paris dans les cercles des officiers « blancs », ceux qui avaient combattu les bolcheviks (« les rouges ») pendant la guerre civile russe et a contribué à ce qu’on les ramène en Russie, et à ce qu’on tue sans procès huit généraux, en les trahissant après avoir combattu à leurs côtés. À cette époque-là, Kotov ne le connaissait pas encore, et il l’accuse de s’être vendu au Guépéou contre argent. Mitia lui réplique qu’il l’a fait uniquement parce qu’on lui avait promis qu’il pourrait retourner à sa vie habituelle, donc à Maroussia aussi, mais on lui a tout pris : sa vie, sa profession, l’amour de Maroussia, sa patrie, sa foi. Il en accuse Kotov aussi. Celui-ci comprend que Mitia est en train de se venger, mais il n’a pas peur, il affirme que personne n’osera s’en prendre à lui, un héros de la révolution et un commandant de division légendaire. Mitia lui donne une réplique très dure : quand il se vautrera dans ses propres excréments, Kotov avouera même par écrit n’importe quoi : qu’il a espionné pour l’Allemagne depuis 1920, puis pour le Japon aussi, qu’il est un terroriste, qu’il a voulu assassiner le camarade Staline. S’il ne signe pas, on lui rappellera qu’il a une femme et un enfant. Kotov l’abat d’un coup de poing. La scène est interrompue par Nadia qui vient lui annoncer que le détachement de pionniers qui porte son nom est venu lui rendre visite. Mitia se lève, la balle à la main, en faisant semblant de l’avoir cherchée.

### 3epartie(fin d'après-midi, début de soirée)
Devant la maison c'est la voiture du NKVD qui s’arrête, que Nadia regarde avec admiration. Kotov se sépare sereinement de sa fillette, en jetant tout de même un regard à une photo de lui avec Staline qui lui sourit comme à un ami. Vêtu de son uniforme, il va à la voiture accompagné avec gaieté de tous ceux de la maison, et serre la main des trois individus qui y sont assis. Maroussia se sépare de lui en souriant. Nadia a le droit de s’asseoir sur les genoux du chauffeur et de « conduire » un peu. Puis elle descend et se dirige vers la maison en fredonnant « Soleil épuisé ».
Avec sa moustache, sa bonne face et son sourire placide, Kotov est serein, il plaisante, il boit du cognac dans sa gourde de poche et en offre aux agents aussi, en vain. On lui demande son revolver et il le donne. Il est sûr de son bon droit et menace les agents de téléphoner dès le lendemain à Staline, et alors les NKVD-istes en prendront pour leur grade. Le chemin est bloqué par un camion en panne d'essence. Il est déjà apparu plusieurs fois dans le film en parcourant la région à chercher un village dont le nom avait été écrit sur un bout de papier que le chauffeur avait dans la poche de sa chemise, mais sa femme l’avait lavée avec le papier, et on ne voyait plus bien ce qui était écrit dessus. De plus, il s’est égaré. En regardant par la vitre de la voiture, il reconnaît Kotov. Celui-ci veut descendre pour lui indiquer le chemin mais l’agent assis à côté de lui ne le laisse pas et Kotov lui assène un coup de poing. Il est cruellement battu. Le chauffeur du camion prend la fuite mais est rappelé par Mitia. De derrière un tertre on voit s’élever au-dessus des champs de blé un portrait énorme de Staline, hissé dans les airs par un dirigeable. Mitia lui adresse un salut militaire et le chauffeur regarde bouche bée le portrait. Mitia prend tous ses documents, puis ses sbires le tuent, le jettent sur le plateau du camion et le couvrent de la bâche. La voiture repart, en roulant comme vers l’énorme portrait. Kotov pleure, le visage ensanglanté et les mains menottés derrière sa nuque. Mitia sifflote « Soleil épuisé ».

### Dénouement
L'avant-dernière scène a lieu le lendemain, dans l’appartement de Mitia. La radio transmet la gymnastique du matin. Mitia est couché dans sa baignoire en sifflotant, de plus en plus hésitant, « Soleil épuisé ». Il est habillé et l’eau est rouge de sang. Par la fenêtre on voit le Kremlin et une foudre en boule.
Dans la scène finale, Nadia court dans un champ en chantant « Soleil épuisé », et sur ce fond un texte apparaît disant que Kotov a été exécuté et Maroussia et Nadia ont été arrêtées elles aussi. Maroussia est morte en 1940 dans un camp de travail. Tous les trois ont été réhabilités en 1956 et Nadia travaille dans une école de musique au Kazakhstan.

## Fiche technique
- Titre original : Утомлённые солнцем (Outomlionnyïé solntsem)
- Titre français : Soleil trompeur
- Réalisation : Nikita Mikhalkov
- Scénario : Roustam Ibraguimbekov, Nikita Mikhalkov
- Musique : Edouard Artemiev, Dmitri Atovmian (ru)
- Direction artistique :
- Décors : Vladimir Aronine, Aleksandr Samoulekhine
- Costumes : Natalia Ivanova
- Photographie : Vilen Kaliouta (ru)
- Son : Vincent Arnardi, Viktor Lysak
- Montage : Enzo Meniconi
- Production : Nikita Mikhalkov, Michel Seydoux
- Sociétés de production : Camera One (France), Canal+ (France), Goskino Rossii (Russie), Mosfilm (Russie), Rouski klub (Russie), Stoudia TRITÉ (Russie)
- Sociétés de distribution : Pyramide Distribution (France), Sony Pictures Classics (USA)
- Budget : 2 800 000 $
- Pays de production :  Russie,  France
- Langues originales : russe, français
- Format : couleur — 1,66 : 1 — Dolby stéréo
- Genre : Drame et historique
- Durée : 145 minutes
- Dates de sortie : 1994
  - France : 21 mai 1994, au Festival de Cannes
  - Russie : 2 novembre 1994
  - France : 31 août 1994, en salles

## Distribution
- Oleg Menchikov : Dmitri (Mitia), officier NKVD
- Nikita Mikhalkov : commandant de division Sergueï Petrovitch Kotov
- Ingeborga Dapkūnaitė : Maroussia, épouse de Kotov
- Nadejda Mikhalkova : Nadia, fillette de Kotov
- Inna Oulianova : Olga Nikolaïevna, mère de Maroussia
- Nina Arkhipova : Elena Mikhaïlovna, amie d'Olga Nikolaïevna
- Viatcheslav Tikhonov : Vsevolod Konstantinovitch, oncle de Maroussia
- Alla Kazanskaïa : Lydia Stepanovna, grand-mère de Maroussia
- Vladimir Iline : Kirik, fils d'Elena Mikhaïlovna
- Lioubov Roudneva : Liouba, étudiante de Vsevolod Konstantinovitch
- Svetlana Krioutchkova : Mokhova, servante de la famille de Maroussia
- Avangard Leontiev : chauffeur de camion
- Evgueni Mironov : lieutenant, commandant de la sous-unité de chars
- Marat Bacharov : soldat de la sous-unité de chars
- André Oumansky : Philippe, ancien valet de la famille de Mitia

## Autour du film

### Film et réalité
Le personnage Kotov s'inspire d’une personne réelle, le commandant de division Nikolaï Yakovlevitch Kotov, arrêté le 6 septembre 1937, jugé le 10 janvier 1938 pour des accusations inventés qu’il a avouées, condamné à mort et exécuté le jour même. Sa femme Maria et ses enfants, Irina et Vladimir, ont eux aussi été arrêtés et détenus dans des camps. Tous ont été réhabilités le 4 juin 1957.
Le destin de Kotov s'inscrit dans un certain contexte historique. Staline a réussi à concentrer tout le pouvoir dans ses mains dans les années 1934-1935. Si après la révolution on a liquidé l’élite de la Russie impériale, en 1936 a débuté la liquidation d’une grande partie des vétérans bolcheviks de la révolution, dont Staline avait l’impression, avec ou sans raison, qu’ils pouvaient contester son pouvoir. La terreur s’est accentuée en 1937-1938, quand on a condamné 1 400 000 personnes de toutes les catégories sociales, dont un peu plus de la moitié à mort. Parmi les victimes il y a eu beaucoup de militaires. Par exemple, en 1936, l’Armée rouge avait 767 officiers supérieurs, de commandant de brigade/major général à maréchal. De ceux-ci, 503 ont été sanctionnés jusqu’en 1941, quand la guerre contre l’Union soviétique a commencé. 444 sont morts tués avec ou sans condamnation, sous escorte ou par suicide, seuls 59 survivant à la détention.
La chanson qui revient plusieurs fois dans le film est à l'origine le tango polonais To ostatnia niedziela (« C’est le dernier dimanche »), de 1935. Il a été populaire en Union soviétique aussi, avec un texte différent et le titre Утомлённое солнце (Outomlionnoïé solntsé) (« Soleil épuisé »). Il commence par les vers « Le soleil épuisé / s’est séparé tendrement de la mer » et dans la suite, un homme dit à une femme que leur amour a fini par la faute de tous les deux.

## Postérité
Le film a été adapté pour le théâtre par l'écrivain anglais Peter Flannery (en), la pièce étant présentée au Royal National Theatre de Londres, en mars 2009.
Nikita Mikhalkov a réalisé deux continuations du film, Soleil trompeur 2 (2010) et Soleil trompeur 3 (2011), dont l'action se déroule au cours de la guerre. Kotov y est de nouveau interprété par Mikhalkov et sa fille par Nadejda Mikhalkova.

## Accueil critique
Le critique Nick Taussig (Slovo) remarque que le film se caractérise par une série de contrastes puissants. L'un est entre l’atmosphère sombre du pré-générique et celle de bonheur familial dans la bania de la campagne. Un autre est entre dramatisme et humour, par exemple entre la scène où les chars détruisent le champ de blé au désespoir des paysans, et celle où Kotov résout la situation. L’humour généré par l’absurde est présent aussi, dans la scène de l’exercice de sécurité civile. Une autre qualité du film est la façon dont le réalisateur réussit à rendre sans dialogue la tension entre Mitia et Maroussia, le trouble de celle-ci, comme dans la scène de l’eau qui déborde du verre. Mikhalkov sait aussi réaliser l’équilibre entre dialogue et image, par exemple dans les scènes poétiques de tendresse entre Kotov et Nadia.
Alan A. Stone (Boston Review) remarque lui aussi les scènes entre Kotov et Nadia, réussies parce que le rôle de celle-ci était joué par la propre fillette de six ans du réalisateur acteur. Mikhalkov a relaté qu'il avait voulu que ce rôle soit joué par sa fillette, et a joué lui-même le rôle de Kotov, pour qu’elle ne soit pas gênée. Le critique attire également l’attention sur le caractère symbolique de la foudre en boule, ressemblant au soleil, qui peut provoquer des destructions, tout comme Staline, représenté par le portrait qui se lève, a détruit tant de vies, dont celle de Kotov. Le critique voit également un personnage symbolique dans le chauffeur de camion, représentant du paysan russe victime depuis des siècles des autorités et de ses propres limites. Stone fait aussi remarquer la manière dont la tension monte dans le film par les contrastes qui apparaissent après que le spectateur apprend que Mitia est venu arrêter Kotov. L’un oppose l’innocence et la gaîté de la fillette à la réalité dont elle ne peut pas être consciente, un autre – la joie débordante de la scène du jeu de football à la réalité déjà connue par le spectateur.
Pour Liza Kupreeva (FilmCove), la fillette Nadia est un personnage central, par lequel le réalisateur crée l'ironie dramatique qui constitue l’une des caractéristiques du film. Elle se réalise par la sérénité égale avec laquelle elle se comporte envers les deux personnages en conflit caché pour elle, Kotov et Mitia, par la manière dont elle perçoit le conte de ce dernier, par la fascination avec laquelle elle regarde la voiture du NKVD, ou par le fait qu’elle a hâte que Kotov parte, parce qu’on lui a promis de la laisser « conduire ».
Dan Webster (The Spokesman-Review) considère que ce film est parmi les meilleurs drames politiques, ses personnages étant complexes. Kotov est un homme du régime par conviction, arrogant, sûr de soi à cause de sa position de favori de Staline, coupable de la fin de l'amour de Maroussia et Mitia, mais aussi un homme sympathique, un mari et un père aimant, un protecteur des parents de sa femme, qui seraient sans lui persécutés par le régime. Ses convictions politiques sincères et sa loyauté rendent son destin encore plus tragique que s’il n’avait pas ces traits. Le critique trouve comme un bémol, qui n’éclipse tout de même pas les qualités du film, la foudre en boule trop artificielle et trop littéraire comme métaphore.

## Distinctions

### Récompenses
- Festival de Cannes 1994 : 
  - Grand Prix du jury (ex æquo)[13]
  - Prix du jury œcuménique (ex æquo)[14]
  - Prix de la presse (Russie) pour le meilleur film[15]
- 67e cérémonie des Oscars 1995 :
  - Oscar du meilleur film international[16]
- 1996 : prix d'État de la fédération de Russie[17]

### Nominations
- Festival de Cannes 1994  : Palme d'or[18]
- 49e cérémonie des British Academy Film Awards 1996 (BAFTA) : meilleur film en langue étrangère pour Nikita Mikhalkov et Michel Seydoux[18]

### Sélection
- Festival de Cannes 1994 : en compétition

### Sources
- (en) Kupreeva, Liza, « The Innocent Eye: Soviet Atrocities Through a Child's Perspective in Burnt by the Sun » [« L’œil innocent : les atrocités soviétique dans la perspective d’un enfant, dans Soleil trompeur »], sur FilmCove, 1er septembre 2019 (consulté le 30 août 2021)
- (en) Stone, Alan A., « No Soul » [« Sans âme »], Boston Review, octobre–novembre 1995 (consulté le 19 août 2021)
- (ru) Souvenirov, Oleg Fedotovitch, Трагедия РККА 1937-1938 (Traguédia RKKA) [« Tragédie de l'AROP »], Moscou, Terra,‎ 1998 (ISBN 5-300-02220-9)
- (ru) Souvenirov, Oleg Fedotovitch, Трагедия Красной Армии (Traguédia Krasnoï Armii) [« Tragédie de l'Armée Rouge »], Moscou, Eksmo – Yaouza,‎ 2009 (ISBN 978-5-699-34767-4)
- (en) Taussig, Nick, « Nikita Mikhalkov's “Burnt by the Sun” » [« ”Soleil trompeur” de Nikita Mikhalkov »], Slovo, vol. 9, no 1,‎ 1996 (lire en ligne, consulté le 19 août 2021)
- (en) Webster, Dan, « ‘Burnt' Is Touching Tragedy Of Russia In The ‘30s » [« ”Soleil trompeur est une tragédie impressionnante de la Russie des années 1930 »], The Spokesman-Review, 21 juillet 1995 (consulté le 19 août 2021)
- Werth, Nicolas, Histoire de l'Union soviétique de Lénine à Staline (1917-1953), Paris, Presses universitaires de France, 1995, 4e éd., epub (ISBN 978-2-13-062010-5)